# Lynda La Plante
Lynda La Plante, née le 15 mars 1943 à Newton-le-Willows, est une actrice, scénariste, productrice et autrice britannique de roman policier. Elle est la créatrice du personnage de l’inspectrice Jane Tennison interprétée par Helen Mirren, dans la série télévisée britannique Suspect numéro 1.

## Biographie
Elle passe son enfance à Liverpool. Après des études à la Royal Academy of Dramatic Art, elle amorce une brève carrière de comédienne sous le nom de Lynda Marchal. Elle joue au théâtre dans des productions de la Royal Shakespeare Company et participe à quelques émissions de télévision.
En 1974, elle donne un premier script pour une émission jeunesse, mais c'est après avoir mis fin à sa carrière de comédienne qu'elle se lance en 1983 dans l’écriture de scénarios en donnant la série télévisée policière Widows (TV series) (en), où l'héroïne Dolly Rawlins et trois autres veuves exécutent un cambriolage préparé par leurs défunts maris. La Plante publie de cette série une version romancée en trois volumes.
Un sujet similaire revient dans Bella Mafia (1991), où des hommes de la mafia, assassinés pendant un mariage, sont remplacés à la tête de l'organisation criminelle par leurs épouses.
En 1991, elle crée le personnage de l’inspectrice Jane Tennison, jouée par Helen Mirren, dans la série télévisée Suspect numéro 1, dont elle livre également une version romancée. La série obtient un succès planétaire et une avalanche de prix, dont le prix Edgar-Allan-Poe de la meilleure série télévisée 1993. En France, le roman décroche le prix du roman d'aventures 1995.
Lynda La Plante devient ensuite productrice de ses propres séries télévisées et poursuit la publication de romans, qui sont autant de best-sellers, où apparaissent d’autres héroïnes : Lorraine Page, une ex-lieutenante de police qui reprend du galon après avoir sombré dans l'alcoolisme, et Anna Travis, une jeune inspectrice ambitieuse et un peu trop sentimentale de la brigade criminelle de Londres.

## Œuvre

### Romans

#### SérieDolly Rawlins
- Widows (1983)
- Widows II (1985)
- She's Out (1995)

#### SérieLegacy
- The Legacy (1987)
- The Talisman (1987)

#### SérieSuspect n°1
- Prime Suspect (1991) Publié en français sous le titre Suspect numéro un, Paris, Librairie des Champs-Élysées, Le Masque no 2188, 1995 ; réédition, Paris, Éditions du Masque, 1997 ; réédition, Paris, LGF, Le Livre de poche no 14181, 1997
- Prime Suspect 2
- Prime Suspect 3

#### SérieJane Tennison
- Tennison
- Hidden Killers
- Good Friday
- Murder Mile
- The Dirty Dozen
- Blunt Force
- Unholy Murder
- Dark Rooms
- Taste of Blood

#### SérieLorraine Page
- Cold Shoulder (1994) Publié en français sous le titre Coup de froid, Paris, Éditions du Masque, coll. Grands Formats, 1996 ; réédition, Paris, LGF, Le Livre de poche no 17072, 1999
- Cold Blood (1996) Publié en français sous le titre Sang froid, Paris, Éditions du Masque, coll. Grands Formats, 1998 ; réédition, Paris, LGF, Le Livre de poche no 17105, 1999
- Cold Heart (1998) Publié en français sous le titre Cœur de pierre, Paris, Éditions du Masque, coll. Grands Formats, 1999 ; réédition, Paris, LGF, Le Livre de poche no 17116, 2000

#### SérieTrial And Retribution
- Trial and Retribution (1997)
- Trial and Retribution II (1998)
- Trial and Retribution III (1999)
- Trial and Retribution IV (2000)
- Trial and Retribution V (2002)
- Trial and Retribution VI (2004)

#### SérieAnna Travis
- Above Suspicion (2004) Publié en français sous le titre Insoupçonnable, Paris, Éditions du Masque, coll. Grands Formats, 2006 ; réédition, Paris, LGF, Le Livre de poche. Thriller no 31578, 2009
- The Red Dahlia (2006) Publié en français sous le titre Le Dahlia rouge, Paris, Éditions du Masque, coll. Grands Formats, 2009 ; réédition, Paris, LGF, Le Livre de poche. Thriller no 31996, 2010
- Clean Cut (2007) Publié en français sous le titre Entre cœur et raison, Paris, Éditions du Masque, coll. Grands Formats, 2010
- Deadly Intent (2008)
- Silent Scream (2009)
- Blind Fury (2010)
- Bloodline (2011)
- Backlash (2012)
- Wrongful Death (2013)

#### SérieJack Warr
- Buried (2020) Publié en français sous le titre Enfouis, Paris, L'Archipel, 2023
- Judas Horse (2021) Publié en français sous le titre En guise d'appât, Paris, L'Archipel, 2024

#### Autres romans
- Bella Mafia (1991) Publié en français sous le titre Bella Mafia, Paris, Presses de la Renaissance, 1991 ; réédition, Paris, Éditions du Masque, 2001 ; réédition, Paris, LGF, Le Livre de poche no 17230, 2002
- Civvies (1992)
- Entwined (1992)
- Framed (1992)
- Seekers (1993)
- The Governor (1995)
- Sleeping Cruelty (2000) Publié en français sous le titre Conte cruel, Paris, Éditions du Masque, coll. Grands Formats, 2000 ; réédition, Paris, LGF, Le Livre de poche no 17275, 2003
- Royal Flush (2002) Publié en français sous le titre Royal Flush, Paris, Éditions du Masque, coll. Grands Formats, 2003 ; réédition, Paris, LGF, Le Livre de poche no 37088, 2005
- Twisted (2014)

### Nouvelle
- The Little One (2012)

## Sources
1. ↑  Annonce du prix

- Claude Mesplède (dir.), Dictionnaire des littératures policières, vol. 2 : J - Z, Nantes, Joseph K, coll. « Temps noir », 2007, 1086 p. (ISBN 978-2-910-68645-1, OCLC 315873361), p. 144-145.